# Castilia aricilla
Castilia aricilla är en fjärilsart som beskrevs av Carl Heinrich Hopffer 1874. Castilia aricilla ingår i släktet Castilia och familjen praktfjärilar. Inga underarter finns listade i Catalogue of Life.